# Fernando Talaverano Gallegos
Fernando Talaverano Gallegos (auch alternativ: Hernando Talaverano Gallegos)  (* 1563 (nach anderen Angaben: 1546) vermutlich in Granada, Spanien; † 1619 in Chile) war ein spanischer Jurist, der 1617/1618 vorübergehend das Amt des Gouverneurs von Chile innehatte.

## Leben

### Karriere in Spanien
Talaverano studierte Rechtswesen und wurde nach Angabe von José Toribio Medina 1577 in Granada als Anwalt zugelassen und trat in die Dienste des Herzogs von Béjar. Dieses Datum lässt das Geburtsjahr 1563, das Medina angibt, als eher unwahrscheinlich erscheinen, wäre Talaverano doch im Alter von vierzehn Jahren zum Rechtsanwalt zugelassen worden. Laut Medina wurde er 1595 zum Berater des Santo Oficio von Granada berufen, 1597 zum Richter über die von der Inquisition konfiszierten Güter, später zum Alcalde Mayor (Bürgermeister) von Granada.

### Amtszeit in Chile
König Philipp III. berief ihn an die Real Audiencia von Chile; mit seiner Frau, Catalina de Ledesma, und vier Töchtern machte er sich von Sevilla aus im März 1603 auf den Weg nach Amerika. Über Panama gelangte er nach Lima, wo er im Oktober 1603 ankam. Seinen Amtseid leistete er am 13. Januar 1604 in Concepción, am 2. Februar erreichte er Santiago de Chile.
Dort fungierte er zunächst als Stellvertretender Gouverneur. Mit königlicher Urkunde vom 23. März 1606 wurde ihm der Titel eines Oidors verliehen; er amtierte neun Jahre lang. Als der Gouverneur Alonso de Ribera schwer erkrankte, ernannte er Talaverano am 9. März 1617 als vorübergehenden Nachfolger, bis der Vizekönig von Peru oder der König einen dauerhaften Nachfolger bestimmen würden. Mit dem Tod von Ribera trat Talaverano das Amt an und wurde vom Cabildo (Stadtrat) von Santiago am 16. März 1617 formell bestätigt.
Seine Amtsführung war geprägt von einer getreuen Ausführung der Vorgaben des Königs und der Kirche, besonders dem Einfluss des Jesuiten-Paters Luis de Valdivia: „In jener Zeit war es gefährlich, sich in Schwierigkeiten mit diesem Orden [den Jesuiten], zu begeben, angesichts der immensen Macht, die der Klerus unter der Regentschaft des frommen Philipp III. erlangt hatte.“, schreibt Diego Barros Arana (S. 96).
Unter anderem entschied Talaverano unter dem Einfluss der Jesuiten, alle gefangenen Mapuche-Indianer freizulassen, darunter den Heerführer Pelantaro, gegen dessen Freilassung sich Alonso de Ribera stets ausgesprochen hatte.
Mit Ankunft des neuen Gouverneurs Lope de Ulloa y Lemos im Januar 1618 übergab Talaverano die Amtsgeschäfte. Im spanischen Kolonialreich hatte sich jede Amtsperson nach dem Ende ihrer Amtszeit eines juicio de residencia zu unterziehen, einer Überprüfung der Amtshandlungen auf Rechtmäßigkeit. Erst mit Entlastung durch das juicio war die Rückkehr nach Spanien gestattet. Talaverano musste sich hier gegen Vorwürfe über die unrechtmäßige Aneignung eines landwirtschaftlichen Gutes rechtfertigen; die Jury in Santiago sprach ihn frei, doch der Indienrat verurteilte ihn zu einer Strafe von hundert Dukaten.
Talaverano starb 1619 in Chile.